# Lee El
Lee El, pseudonimo di Kim Ji-hyun (김지현?, Gim Ji-hyeonLR; Seul, 26 agosto 1982), è un'attrice sudcoreana. È nota per i ruoli secondari interpretati nel film Naebujadeul (2015), e nei drama coreani Monster (2016) e Sseulsseulhago challanhasin - Dokkaebi (2016-2017).

## Filmografia

### Cinema
- Secret (시크릿), regia di Yoon Jae-goo (2009)
- The Yellow Sea (황해), regia di Na Hong-jin (2010)
- Masquerade (광해: 왕이 된 남자), regia di Choo Chang-min (2012)
- Tacchi alti (하이힐), regia di Jang Jin (2014)
- Amore e guinzagli (모럴센스), regia di Park Hyun Jin (2022)

### Televisione
- Jalhaetgun jalhaess-eo (잘했군 잘했어) – serie TV (2009)
- White Christmas (화이트 크리스마스) – serie TV (2011)
- Kangnyeokban (강력반) – serie TV (2011)
- Gongju-ui namja (공주의 남자) – serie TV (2011)
- Nanpokhan romance (난폭한 로맨스) – serie TV (2012)
- 7gup gongmu-won (7급 공무원) – serie TV (2013)
- Eomma-ui jeong-won (엄마의 정원) – serie TV (2014)
- Gwaenchanh-a, sarang-i-ya (괜찮아, 사랑이야) – serie TV (2014)
- Liar Game (라이어 게임) – serie TV, 10 episodi (2014)
- Hanyeodeul (하녀들) – serie TV (2014)
- Neoreul gi-eokhae (너를 기억해) – serie TV (2015)
- Monster (몬스터?) – serie TV (2016)
- Entourage (안투라지?, AnturajiLR) – serie TV, episodio 13-14 (2016)
- Sseulsseulhago challanhasin - Dokkaebi – serie TV (2016-2017)
- A Korean Odyssey – serie TV (2016-2017)
- Black (블랙) – serie TV (2017)
- Dr. Brain (Dr. 브레인), regia di Kim Jee-woon – miniserie TV (2021)
- Il diario della mia libertà (나의 해방일지?, Na-ui haebang-iljiLR) – serie TV (2022)
- Mr. Plankton (Mr. 플랑크톤) – serie TV (2024)
- Le stelle parlano di noi (별들에게 물어봐?) – serie TV (2025)

## Riconoscimenti
| Anno | Premio           | Categoria                                                        | Opera nominata    | Risultato   |
| ---- | ---------------- | ---------------------------------------------------------------- | ----------------- | ----------- |
| 2016 | Grand Bell Award | Miglior attrice non protagonista                                 | Inside Men        | Candidato/a |
| 2016 | MBC Drama Award  | Golden Acting Award, attrice in uno speciale progetto drammatico | Monster           | Candidato/a |
| 2018 | KBS Drama Award  | Premio Eccellenza, attrice in una miniserie                      | Matrimonial Chaos | Candidato/a |

## Doppiatrici italiane
Nelle versioni in italiano delle opere in cui ha recitato, Lee El è stata doppiata da:
- Gaia Bolognesi in Dr. Brain